# Perillus bioculatus
Espèce
Perillus bioculatus, appelée la « punaise masquée », est une espèce d'insectes hétéroptères, une punaise de la famille des Pentatomidae, originaire d'Amérique du Nord.
C'est, tant aux stades larvaires qu'au stade adulte, un prédateur spécialisé des œufs et des larves du doryphore de la pomme de terre (Leptinotarsa decemlineata). Toutefois les larves au premier stade de développement se nourrissent en suçant la sève de la pomme de terre.

## Distribution
C'est une espèce native de l'Amérique du Nord et du Mexique, mais qui a été introduit en Europe comme agent de lutte biologique contre le Doryphore de la pomme de terre.

## Agent de lutte biologique
P. bioculatus est une espèce multivoltine dans des conditions climatiques favorables. Ses stades larvaires et adulte sont prédateurs des larves et adultes du Doryphore de la pomme de terre. Cette punaise repère sa proie en détectant des composés volatiles émis par les plants de pomme de terre attaqués, et seul quelques individus (5 à 15 individus par m²) sont nécessaires pour contrôler les populations de doryphores. Ces caractéristiques ont motivé des tentatives d’introduction de P. bioculatus en Europe pour réduire les pertes de rendement causées les doryphores. 
Des populations furent élevées en captivité et relâchées en France dans les années 1930, puis dans d'autres pays européens dans les années 1960 et 1970. 
L'établissement de l'espèce en Europe a été considérée comme un échec, en raison de conditions climatiques défavorables et de l’émergence du prédateur à des périodes différentes de sa proie. Les adultes ne pouvant pas survivre en l’absence de proies, les tentatives d’introduction se sont arrêtées, et l’espèce a été considérée comme disparue d’Europe. 
Cependant, des petites populations de punaise aperçues dans la péninsule des Balkans, le sud de la Russie, en Ukraine et en Turquie suggèrent une possible acclimatation. Leur survie dans ces régions est possiblement liée au changement climatique et à un changement d'alimentation. La punaise prédatrice a notamment été observé se nourrissant du coléoptère Zygogramma suturalis, et du papillon Tarachidia candefacta, deux espèces introduites dans le sud de la Russie pour contrôler l'ambroisie, une plante invasive.

## Systématique
L’espèce Perillus bioculatus est décrite pour la première fois par l'entomologiste danois Johan Christian Fabricius en 1775 sous le protonyme Cimex bioculatus.

### Publication originale
- (la) Fabricius, J.C., Systema entomologiae, sistens insectorum classes, ordines, genera, species, adiectis synonymis, locis, descriptionibus, observationibus., Libraria Kortii, Flensburgi et Lipsiae, 1775, 832 p. (lire en ligne), p. 715.